# Tony Tough
Tony Tough ist eine zweiteilige Adventure-Computerspiel-Reihe des italienischen Entwicklers Prograph Research, in deren Mittelpunkt der gleichnamige Protagonist steht. Im deutschen Raum wurden die Spiele vom Verleger dtp entertainment veröffentlicht.

## Tony Tough and the Night of Roasted Moths

### Handlung
Tony Tough ist ein erfolgloser, besserwisserischer Privatdetektiv, dessen Weggefährte Pantagruel – ein lilafarbener Tapir, den Tough bis dato für einen Hund hielt – eines Abends entführt wird. Der hinterlassene Erpresserbrief legt eine Spur zum in der Nähe liegenden Vergnügungspark. Tough begibt sich auf die Suche.

### Spielprinzip und Technik
Tony Tough ist ein Point-and-Click-Adventure. Aus Sprites zusammengesetzte Figuren agieren vor handgezeichneten, teilanimierten Kulissen. Mit der Maus kann der Spieler seine Spielfigur durch die Örtlichkeiten bewegen und mit den Maustasten Aktionen einleiten, die den Spielcharakter mit seiner Umwelt interagieren lassen. Tony kann so Gegenstände finden und sie auf die Umgebung oder andere Gegenstände anwenden sowie mit NPCs kommunizieren. Mit fortschreitendem Handlungsverlauf werden weitere Orte freigeschaltet.

### Produktionsnotizen
Die Arbeiten an dem Spiel begannen 1997 unter dem Arbeitstitel „Roasted Moths“. Ursprünglich sollte es sowohl für den Amiga als auch für den PC erscheinen. Die meisten Animationen wurden auf dem Amiga erstellt. Als der dieser jedoch während der Entwicklungsarbeiten an Bedeutung verlor, wurde die Amiga-Version aufgegeben. Das Spiel wurde erstmals im Dezember 1997 auf der Multimedia-Messe Saloon.bit vorgestellt. Zwischen der damaligen und der finalen Version lassen sich einige Unterschiede ausmachen:
- Pantagruel sollte ursprünglich „Fart“ heißen und sein eigenes Namensschildchen an Tonys Bürotür haben.[3]
- Die Benutzeroberfläche funktionierte anders: Mit der rechten Maustaste wurde ein Aktionsfenster geöffnet, das sieben Aktionen umfasste und Zugang zum Inventar bot.[4] Die finale Version benutzt ein Interface, das von The Curse of Monkey Island inspiriert wurde.

Die deutsche Version ist sowohl durch den umstrittenen StarForce-Kopierschutz gegen Vervielfältigung geschützt als auch mit einem Freischaltcode versehen. Im März 2017 veröffentlichte die US-amerikanische Firma Nightdive Studios eine Version des Spiels, die mittels der ScummVM-Engine auf modernen PCs lauffähig ist, über die Vertriebsplattform Steam.

### Rezeption
Tony Tough and the Night of Roasted Moths erhielt durchwachsene Bewertungen. Die Rezensionsdatenbank Metacritic aggregiert 9 Rezensionen zu einem Mittelwert von 68.
Das deutschsprachige Fachmagazin Adventure-Treff kritisierte die altbackene Grafik und Technik des Spiels, das über „keinen technischen Schnickschnack oder gar 3D Effekte“ verfüge, wohl aber über eine „verrückte Geschichte“ und eine äußerst gelungene deutsche Synchronisation. Bereits zum Zeitpunkt der Veröffentlichung wurden Kritiken laut, dass der erste Teil der Tony-Tough-Reihe technisch nicht mehr zeitgemäß wäre. Die Entwickler kündigten deshalb an, die deutsche Fassung aufzuwerten, was sich letztlich auf scharfgezeichnete Hintergrundbilder beschränkte. Gute Kritiken hingegen erntete die deutsche Vertonung, die nicht nur als passend gilt, sondern auch eine Reihe bekannter Komiker wie Markus Maria Profitlich, Ingo Appelt, Marco Rima oder Tanja Schumann umfasst.
- Computer Bild Spiele: „… witzige Dialoge und die gelungene Vertonung der Spielfiguren entzücken Freunde klassischer Abenteuerspiele à la Monkey Island“[8]

Andere Magazine zeigten sich enttäuscht von der mangelnden Komplexität des Spiels und den altbackenen Grafiken, so dass Tony Tough insgesamt auf einen Metacritic-Score von 68 kommt.

## Tony Tough 2 – Der Klugscheißer kehrt zurück

### Handlung
1953: Der 13-jährige Tony Tough wächst in Washington (New Mexico) auf, wo nur wenige Jahre zuvor im benachbarten Roswell angeblich eine UFO-Landung stattfand. Als im Nachbarhaus eingebrochen wird und die alte Bewohnerin des Hauses vor Schreck an einem Herzanfall stirbt, fühlt sich Tough zu seinem ersten Fall als Detektiv berufen. Nach einigen Ermittlungen drängt sich ihm der Verdacht auf, dass der Todesfall und die UFO-Landung zusammenhängen.

### Überblick
Im Gegensatz zu seinem Vorgänger, wurde der zweite Teil in 3D-Grafik gestaltet. Die Hintergründe sind gerenderte, starre Bilder, während die Charaktere, und manche Gegenstände, Echtzeit animierte 3D-Models sind. Auf eine retrovertierte Adventure-Atmosphäre wurde diesmal verzichtet, stattdessen versuchten die Entwickler, einen eigenen Stil zu verfolgen, welcher sich an der art décorative der 1930er und 1940er orientiert. Erneut erntete die deutsche Synchronisation gute Kritiken, welche diesmal u. a. Sky du Mont, Peter Lohmeyer, Tanja Schumann und Jasmin Wagner umfasste. Auch in sonstiger Hinsicht fielen die Kritiken meist positiv aus.